# Тачки
«Тачки» (англ. Cars) — американский компьютерно-анимационный спортивный комедийный фильм 2006 года, снятый студией Pixar Animation Studios для кинокомпании Walt Disney Pictures. Режиссёром фильма стал Джон Лассетер по сценарию Дэна Фогельмана, Лассетера, Джо Рэнфта, Кила Мюррея, Фила Лорина и Йоргена Клюбена и сюжету Лассетера, Рэнфта и Клюбена, и является последним фильмом, независимо снятым Pixar после того, как её купила компания Disney в январе 2006 года. Главные роли озвучивали Оуэн Уилсон, Пол Ньюман (в его последней роли в кино), Бонни Хант, Ларри-кабельщик, Тони Шалуб, Чич Марин, Майкл Уоллис, Джордж Карлин, Пол Дули, Дженифер Льюис, Гуидо Куарони, Майкл Китон, Кэтрин Хелмонд, Джон Ратценбергер и Ричард Петти, а гонщики Дейл Эрнхардт-младший, Марио Андретти, Михаэль Шумахер и автолюбитель Джей Лено озвучили самих себя.
Действие происходит в мире, полностью населённом антропоморфными транспортными средствами. Мультфильм рассказывает об изначально самовлюблённом и высокомерном, но впоследствии изменившемся в положительную сторону молодом гоночном автомобиле по имени Молния Маккуин, который на пути к самой важной гонке в своей жизни застрял в забытом городе вдоль шоссе 66 под названием Радиатор-Спрингс, где он познаёт настоящую дружбу и начинает пересматривать свои ценности.
Разработка мультфильма началась в 1998 году, после завершения производства мультфильма «Приключения Флика» с новым сценарием под названием The Yellow Car, написанном Йоргеном Клубеном, который рассказывал об электромобиле, живущим в бензино-газовом мире. Было объявлено, что продюсеры согласились с тем, что это может стать следующим фильмом Pixar после «Приключений Флика», выход которого должен был состояться в начале 1999 года; позже этот замысел был отвергнут в пользу мультфильма «История игрушек 2». Вскоре производство было возобновлено со значительными изменениями сценария. На создание фильма повлиял опыт Лассетера, полученный в ходе путешествий по пересечённой местности. Музыку к фильму написал Рэнди Ньюман, свой вклад в саундтрек также внесли Шерил Кроу, группа Rascal Flatts, Джон Мейер и Брэд Пейсли.
Премьера мультфильма состоялась 26 мая 2006 года на автодроме Лоу в Конкорде, Северная Каролина, 9 июня — в США, и 15 июня — в России. Мультфильм получил в целом положительные отзывы и стал коммерчески успешным, заработав 462 миллиона долларов по всему миру при бюджете в 120 миллионов долларов. Фильм получил две номинации на 79-й церемонии вручения премии «Оскар», в том числе за лучший анимационный полнометражный фильм, но проиграл мультфильму «Делай ноги» (но получил премию Энни за лучший анимационный полнометражный фильм и премию «Золотой глобус» за лучший анимационный полнометражный фильм). 7 ноября 2006 года мультфильм был выпущен на DVD, 19 февраля 2007 года — на VHS в ограниченном тираже, и 6 ноября — на Blu-ray. Фильм сопровождался короткометражкой «Человек-оркестр». Он посвящён памяти Джо Рэнфту, который погиб в автокатастрофе во время его производства.
Успех мультфильма запустил мультимедийную франшизу и серию из двух продолжений, снятых Pixar, и двух спин-оффов, снятых Disneytoon Studios, начиная с мультфильма «Тачки 2».

## Сюжет
В другом мире, населённом антропоморфными машинами и напоминающим Землю (США), проходит финальная гонка «Кубка Поршня». Идёт борьба за первое место между ветераном гонок Кингом, претендентом Чико Хиксом и новичком Молнией Маккуином. Хикс, давно мечтавший победить Кинга и стать чемпионом, «играет грязно» и устраивает на треке страшную аварию, стремясь свести гонку к дуэли между собой и Кингом, но Маккуин проявляет ловкость и перепрыгивает через место аварии. На пит-стопе он, из самоуверенности, отказывается менять резину и выходит в лидеры, но у него лопаются ведущие колёса прямо перед финишем; в конечном итоге гонка заканчивается тройной ничьёй: все претенденты приходят к финишу в одно и то же время. Решающая гонка запланирована на следующую неделю на треке в Калифорнии. Маккуин желает выиграть, ведь так он не только станет новичком, выигравшим «Кубок Поршня», но и сможет сменить своего текущего спонсора «Ржавейку» — компанию по производству мазей для бамперов — на более престижную компанию «Dinoco». Подлый Чико предлагает Молнии соревнование, заключающееся в том, кто быстрее доберётся до Лос-Анджелеса. Молния на своём грузовике по имени Мак отправляется в Калифорнию по Межштатной автомагистрали 40. Ночью Мак начинает дремать, так как эгоистичный Маккуин дал ему указание ехать всю ночь без отдыха. Вскоре мимо них проезжает банда уличных гонщиков, которые пугают Мака, в результате чего Маккуин выпадает из трейлера, чего сонный Мак не замечает. Маккуин в приступе паники пытается догнать его, но случайно съезжает на Шоссе 66. Так Молния попадает в городок Радиатор-Спрингс, где, после панического бегства от полицейского Шерифа, повреждает центральную дорогу. Шериф арестовывает Маккуина за порчу дороги и погоню.
На следующий день местный судья Док Хадсон, увидев Маккуина, незамедлительно приказывает ему покинуть город, считая присутствие гонщика дурной приметой, но адвокат Салли Каррера просит его заставить Маккуина чинить дорогу, на что Док неохотно соглашается. Спеша покинуть город, Маккуин чинит дорогу отвратительно и получает указание начать ремонт заново. Постепенно он привязывается к городу и становится другом для нескольких его жителей, особенно для весёлого и общительного тягача Мэтра. Он также влюбляется в Салли, которая рассказывает ему, что Радиатор-Спрингс когда-то был популярной остановкой на Трассе 66, пока не сделали скоростной обход — Систему межштатных автомагистралей США, по которому и был перенаправлен основной транспортный поток для экономии времени. В конечном итоге город оказался забыт, а его название даже было удалено с карт. Многим его жителям пришлось уехать в поисках лучшей доли для себя.
Параллельно Маккуин случайно узнаёт, что сам Док раньше, в начале 50-х, был чемпионом «Кубка Поршня» по имени «Стремительный Хадсон Хорнет», пока его карьера не закончилась из-за серьёзной аварии, после которой его заменили перспективным юнцом. Это стало сильным психологическим ударом для Дока и выработало у него ненависть к миру автогонок, что и побудило его скрыться в Радиатор-Спрингс. Молния пытается объяснить Доку, что он не такой, как те негодяи, но Док отказывается ему верить. Он говорит, что в Радиатор-Спрингс смог найти для себя честное и доброе окружение и здесь никто ничего не держит в тайне, но Маккуин в ответ обвиняет его в лицемерии, ведь все эти годы он никогда не рассказывал остальным жителям о своём спортивном прошлом. Док, не ожидавший такой критики в свой адрес, снова гневно приказывает ему заканчивать ремонт дороги и уезжать прочь. На следующий день Маккуин заканчивает ремонт, но, переосмыслив многие свои жизненные ценности в период вынужденного пребывания в городке, решает задержаться в Радиатор-Спрингс на какое-то время, став первым за много лет покупателем каждого магазина в городе. В конце дня, однако, в город неожиданно приезжают Мак и журналисты. Маккуин неохотно и с грустью уезжает в Лос-Анджелес. Салли же обнаруживает, что прессу вызвал Док, уставший терпеть присутствие Маккуина. Он говорит Салли, что для города так лучше, но Салли отвечает, что так считает лишь он. Вскоре Док видит, что никто в Радиатор-Спрингс не рад отъезду Маккуина, и раскаивается в своей предосудительности.
В гонке Маккуин участвует скорее в плохом настроении, тоскуя по оставленным друзьям, и вскоре оказывается последним, однако внезапно он обнаруживает, что его друзья из Радиатор-Спрингс внезапно приехали следом за ним и стали его новой командой на пит-стопе; смягчившийся Док взял на себя функции руководителя и наставника. Возвращение «Стремительного Хадсона Хорнета», которого никто не видел более 50 лет, вызывает восторг публики. Вновь обретя уверенность в себе, Маккуин выходит в лидеры, но на последнем круге обозлённый Чико так сильно выталкивает Кинга с трассы, что тот попадает в суровую аварию и выбывает из гонки. Вспомнив ранее увиденную им газетную фотографию разбившегося в аварии Дока, Маккуин останавливается в метре от финишной черты, позволяя Чико победить, и возвращается, чтобы помочь пострадавшему Кингу доехать до финиша. Док, наблюдая за этим, окончательно убеждается, что личность Маккуина очень изменилась за время жизни в Радиатор-Спрингс. В конечном итоге СМИ и зрители осуждают добытую подлостью победу Чико и восхваляют благородный поступок Маккуина. Мистер Тех предлагает Маккуину спонсорство «Dinoco», но тот решает остаться со «Ржавейкой», так как именно они открыли ему дорогу в спорт. Вернувшись в Радиатор-Спрингс, Маккуин воссоединяется с Салли и объявляет, что создаёт в городе свою штаб-квартиру, а также становится учеником Дока и выполняет данное Мэтру обещание прокатить его по воздуху на вертолёте.
Во время титров показываются новая жизнь во вновь популярном городе. В сцене после титров два запылённых минивэна, муж Бузик и жена Буся, едут по пустыне в поисках какого-то конкретного шоссе (до этого они кратко приезжали в Радиатор-Спрингс по той же причине). Измученная Буся умоляет мужа остановиться, но Бузик, уже начавший сходить с ума, отказывает ей.

## Роли озвучивали
- Оуэн Уилсон — Молния Маккуин, красный гоночный автомобиль 2006 года, построенный на заказ, который Джон Лассетер описывает в Los Angeles Times как «гибрид между сток-каром и более мудреным автомобилем гонок на выносливость»[2].
- Пол Ньюман — Док Хадсон, тёмно-синий Hudson Hornet 1951 года, который позже оказался легендарным Стремительным Хадсон Хорнетом.
- Бонни Хант — Салли Каррера, небесно-голубая Porsche 911 Carrera 2002 года.
- Ларри-кабельщик — Тау Мэтр, ржаво-синий эвакуатор, вдохновлённый грузовиком International Harvester L-170 1951 года[3][4] и Chevrolet Task Force середины 1950-х годов[5].
- Тони Шалуб — Луиджи, жёлтый Fiat 500 1959 года.
- Чич Марин — Рамон, пользовательский Chevrolet Impala Lowrider 1959 года, который имеет разные цвета в каждой сцене фильма.
- Майкл Уоллис[англ.] — Шериф, купе Mercury Eight 1949 года (полицейская версия).
- Джордж Карлин — Филлмор, аквамарин Volkswagen Type 2 1963 года.
- Пол Дули — Сержант, джип Willys 1941 года в стиле вооружённых сил США.
- Дженифер Льюис — Фло, аквамарин General Motors Motorama 1957 года.
- Гуидо Куарони — Гвидо, пользовательский синий вилочный погрузчик, который напоминает BMW Isetta спереди и говорит только по-итальянски.
- Ричард Петти — Ченг «Кинг» Тюнинг, синий стоковый автомобиль Plymouth Superbird 1970 года.
- Майкл Китон — Чико Хикс, зелёный гоночный автомобиль, описанный Pixar как универсальный стоковый автомобиль 1980-х годов[5], который является соперником Молнии Маккуина.
- Кэтрин Хелмонд — Лиззи, чёрная Ford Model T 1923 года.
- Джон Ратценбергер[англ.] — Мак, пользовательский красный Mack Super-Liner 1985 года.
- Джо Рэнфт — Шланг, красный и серебристый пожарный автомобиль 1960-х годов (дизайн больше всего напоминает грузовик середины 1960-х годов), и Джерри, сварливый красный грузовик Peterbilt, которого Молния путает с Маком, когда он заблудился. Это были последние две роли Рэнфта перед его смертью в августе 2005 года.
- Джереми Пивен (США) / Джереми Кларксон (Великобритания) — Гарв, агент Молнии Маккуина, который никогда не появлялся.
- Боб Костас — Боб Катласс, серый Oldsmobile Aurora 1999 года и диктор гонок Кубка Поршня.
- Даррел Уалтрип[англ.] — Даррелл Картрип, серый, красный, жёлтый и синий Chevrolet Monte Carlo 1977 года и диктор гонок Кубка Поршня.
- Хампи Уилер — Тех Диноко, золотой Cadillac Coupe de Ville 1975 года и владелец Dinoco.
- Линда Петти — Линда Тюнинг, универсал Chrysler Town and Country и жена Ченга Тюнинга.
- Дейл Эрнхардт-младший — «младший» #8, универсальный автомобиль.
- Михаэль Шумахер — Михаэль Шумахер Феррари, красный Ferrari F430.
- Том и Рэй Мальоцци — Звяк и Бряк, Dodge Dart 1963 года и Dodge A100 1967 года, которые являются владельцами «Ржавейки».
- Ричард Кайнд и Эди Макклёрг — Бусик и Буся, лесной зелёный Ford Windstar 2003 года и фиолетовая Chrysler Town & Country 1996 года.
- Линдси Коллинз и Элисса Найт — Миа и Тиа, красные близняшки Mazda MX-5 (NA) 1992 года.
- Марио Андретти — Марио Андретти #11, Ford Fairlane 1967 года.
- Сара Кларк — Кори Турбовиц, бирюзовый спортивный автомобиль, напоминающая Ford Puma 1997 года, и диктора гонки.
- Джей Лено — Джей Лимо, синий Lincoln Town Car, появляющийся в камео.
- Джонас Ривера — Поршняк, фиолетовый Nissan Silvia, который является лидером банды стритрейсеров.
- Э.Дж. Холовицки — Диджей, синий Scion XB и член банды стритрейсеров.
- Эдриан Очоа — Винтец, зелёно-фиолетовый Mitsubishi Eclipse и член банды стритрейсеров.
- Лу Романо — Сморкач, оранжевый Plymouth Barracuda и член банды стритрейсеров, который часто чихает.
- Джесс Харнелл (не указан в титрах) — Свен «Губернатор», светло-желтая карикатура на Humvee, голос которого напоминает голос Арнольда Шварценеггера.
- Майк «No Name» Нельсон — Не Газик, красный вилочный погрузчик бывшей гоночной команды Молнии Маккуина.

Том Хэнкс, Тим Аллен, Билли Кристал, Джон Гудмен, Дэйв Фоли и Джон Ратценбергер повторяют свои роли из предыдущих мультфильмов Pixar во время сцены в конце титров с автомобильными пародиями на «Историю игрушек», «Корпорацию монстров» и «Приключения Флика». «Тачки» были последним фильмом Pixar, над которым работал Джо Рэнфт, который погиб в автокатастрофе за год до выхода фильма в возрасте 45 лет. Фильм был вторым, посвящённым его памяти, после «Трупа невесты». На мемориале были показаны роли, которые он сыграл в других фильмах режиссёра Джона Лассетера во время титров. Это также последний (недокументальный) фильм для Пола Ньюмана до его выхода на пенсию в 2007 году и смерти в 2008 году. Это оказался самый кассовый фильм в его карьере.

## Производство

### Разработка

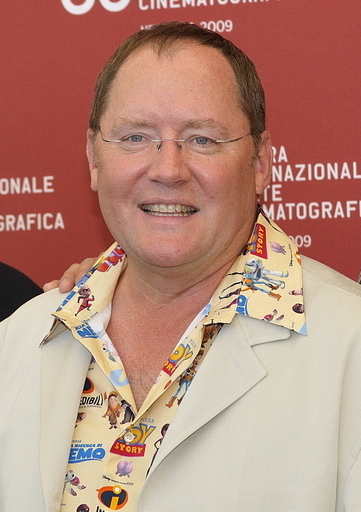
Сценарист и режиссёр Джон Лассетер в 2009 году

Разработка мультфильма началась в 1998 году, когда Pixar закончила производство фильма «Приключения Флика». В то время Йорген Клюбен начал писать новый сценарий под названием The Yellow Car, который был об электромобиле, живущем в мире, использующем бензин. Сюжет вдохновлён «Гадким утёнком», идея вызвана плохой реакцией его соотечественниками автомобиля Mini-El. Некоторые из оригинальных рисунков и персонажей были разработаны в 1998 году, и продюсеры согласились, что «Тачки» могут стать следующим фильмом Pixar после «Приключений Флика», премьера должна была состояться  в начале 1999 года, около 4 июня. Тем не менее, идея была отклонена в пользу «Истории игрушек 2». Позже производство возобновилось с серьёзными изменениями сценария, такими как придание Мэтру, Доку и нескольким другим персонажам более крупных ролей.
Джон Лассетер сказал, что вдохновение для сюжета фильма пришло после того, как он совершил путешествие по стране со своей женой и пятью сыновьями в 2000 году. Когда он вернулся в студию после отпуска, он связался с Майклом Уоллисом, историком шоссе 66. Затем Уоллис возглавил одиннадцать аниматоров Pixar в арендованных белых Cadillac в двух разных поездках по маршруту, чтобы провести исследование для мультфильма. В 2001 году рабочее название фильма было Route 66 (в честь US 66), но название было изменено на «Тачки», чтобы избежать путаницы с одноимённым сериалом 1960-х годов. Кроме того, гоночный номер Молнии Маккуина изначально должен был быть 57 (отсылка на 1957 год рождения Лассетера), но был изменён на 95 (отсылка на 1995 год, когда вышел первый полнометражный мультфильм Pixar «История игрушек»).
В 2006 году Лассетер рассказал о вдохновении фильма, сказав: «Я всегда любил автомобили. В одной вене у меня диснеевская кровь, а в другой — моторное масло. Идея сочетать эти две великие страсти в моей жизни — автомобили и анимацию — была неотразимой. Когда мы с Джо (Рэнфтом) впервые начали говорить об этом фильме в 1998 году, мы знали, что хотим что-то сделать с автомобилями в качестве персонажей. Примерно в то же время мы посмотрели документальный фильм под названием „Divided Highways“, в котором рассказывается о межштатном шоссе и о том, как оно повлияло на маленькие города по пути. Мы были так тронуты этим и начали думать о том, каково это было в этих маленьких городах, которые обошли стороной. Именно тогда мы действительно начали исследовать шоссе 66, но мы все еще не совсем поняли, какой будет история для фильма. В детстве я путешествовал по этому шоссе со своей семьей, когда мы навещали нашу семью в Сент-Луис».
Спустя годы, в 2013 году, Клюбен сказал, что фильм был его лучшим и самым горьким опытом, потому что его уволили до премьеры, и потому что он чувствует, что Лассетер выписал его из сюжета о том, как был снят фильм.

### Анимация
Что касается самих автомобилей, Лассетер также посетил дизайнерские студии Детройтских автопроизводителей Big Three, в частности J Mays из Ford Motor Company. Лассетер узнал, как разрабатывались реальные автомобили.
В 2006 году Лассетер рассказал о том, как они усердно работали над тем, чтобы сделать анимацию правдоподобной, сказав: «Потратилось много месяцев проб и ошибок, а также практики тестовой анимации, чтобы понять, как движется каждый автомобиль и как работает их мир. Наши супервайзеры-аниматоры, Даг Свитленд и Скотт Кларк, а также режиссёры-аниматоры, Бобби Подеста и Джеймс Форд Мерфи, проделали потрясающую работу, работая с командой анимации, чтобы определить уникальные движения для каждого персонажа в зависимости от его возраста и типа автомобиля. Некоторые автомобили похожи на спортивные автомобили, и они гораздо плотнее в своей подвеске. Другие — старые автомобили 50-х годов, которые намного свободнее и имеют больше отскока. Мы хотели получить эту подлинность, а также убедиться, что у каждого автомобиля есть уникальная индивидуальность. Мы также хотели, чтобы каждый аниматор мог вставить часть себя в персонажа и придать ему свой поворот. Каждый день в ежедневных изданиях было так весело, потому что мы видели вещи, которые никогда не видели в нашей жизни. Мир автомобилей ожил правдоподобным и неожиданным образом».
В отличие от большинства антропоморфных автомобилей, глаза автомобилей в этом фильме были размещены на лобовом стекле (что напоминает говорящих грузовиков Tonka, персонажей из короткометражных мультфильмах One Cab’s Family и Susie the Little Blue Coupe), а не в фарах. По словам художника-постановщика Боба Поли: «С самого начала этого проекта Джон Лассетер думал, что глаза будут на лобовом стекле. Во-первых, это отделяет наших персонажей от более распространённого подхода, когда у вас маленькие мультяшные глаза в фарах. С другой стороны, он думал, что глаза, опущенные возле рта в передней части автомобиля, больше похожи на змеиные. С глазами, установленными на лобовом стекле, точка зрения более похожа на человека, и кажется, что весь автомобиль может быть вовлечён в анимацию персонажа». Это решение было шутливо раскритиковано автомобильным блогом Jalopnik.
В 2006 году супервайзер фильма Скотт Кларк рассказал о трудностях анимации автомобилей, сказав: «Получить полный спектр исполнения и эмоций от этих персонажей и заставить их всё ещё выглядеть как автомобили, было трудным заданием, но это то, что анимация делает лучше всего. Вы используете своё воображение и делаете так, чтобы движения и жесты соответствовали дизайну. У наших персонажей может не быть рук и ног, но мы можем наклонить шины, чтобы предложить руки, открывающиеся или закрывающиеся. Мы можем использовать рулевое управление, чтобы указать в определённом направлении. Мы также разработали специальное веко и бровь для лобового стекла, которые позволяют нам передать выразительность, которой нет у автомобилей». Даг Свитленд, который также работал в качестве супервайзера-аниматора, также рассказал о проблемах, сказав: «Понадобился другой тип аниматора, чтобы действительно интерпретировать модели „Тачек“, чем интерпретировать что-то вроде моделей „Суперсемейки“. С „Суперсемейкой“ аниматор мог получить отсылку на персонажей, сняв себя и посмотрев кадры. Но с „Тачками“ это полностью отходит от любой отсылки. Да, это машины, но ни один автомобиль не может делать то, что делают наши персонажи. Это чистая фантазия. Потребовалось много проб и ошибок, чтобы они выглядели правильно».
Лассетер также объяснил, что фильм начался с карандашных и бумажных дизайнов, сказав: «Правда материалам. Начиная с дизайна карандашом и бумагой от художника-постановщика Боба Поли и продолжая моделирование, артикуляцию и затенение персонажей, и, наконец, анимацию, производственная команда усердно работала над тем, чтобы персонажи оставались верными своему происхождению». Менеджер отдела персонажей Джей Уорд также объяснил, как они хотели, чтобы автомобили выглядели как можно более реалистично, сказав: «Джон не хотел, чтобы машины выглядели глиняными или кашеобразными. Он настаивал на истине материалов. Это было очень важно для него. Он сказал нам, что сталь должна ощущаться как сталь. Стекло должно ощущаться как стекло. Эти машины должны чувствовать себя тяжёлыми. Они весят три или четыре тысячи фунтов. Когда они двигаются, они должны чувствовать себя так. Они не должны казаться лёгкими или слишком упругими до такой степени, что зрители могут увидеть их как резиновые игрушки». По словам режиссёра-аниматора Джеймса Форда Мерфи: «Изначально модели автомобилей были построены так, чтобы они могли делать практически всё, что угодно. Джон постоянно напоминал нам, что эти персонажи сделаны из металла и весят несколько тысяч фунтов. Они не могут растянуться. Он показал нам примеры очень свободной анимации, чтобы проиллюстрировать, чего не делать».
Супервайзер по затенению персонажей в фильме Томас Джордан объяснил, что хром и автомобильная краска были основными проблемами в фильме, сказав: «Хром и автомобильная краска были нашими двумя основными проблемами в этом фильме. Мы начали с изучения как можно больше. В местной кузовной мастерской мы наблюдали, как они красят машину, и мы видели, как они смешивали краску и наносили различные слои. Мы попытались разобрать то, что входит в настоящую краску, и воссоздали это в компьютере. Мы поняли, что нам нужна базовая краска, откуда происходит цвет, и прозрачное покрытие, которое обеспечивает отражение. Затем мы смогли добавить такие вещи, как металлические хлопья, чтобы придать ему блестящий блеск, перламутровое качество, которое может менять цвет в зависимости от угла, и даже слой в полоску для таких персонажей, как Рамон». Технический директор мультфильма Эбен Остби объяснил, что самой большой проблемой для технической команды было создание металлических и окрашенных поверхностей персонажей и отражений, которые эти поверхности создают, сказав: «Учитывая, что звёзды нашего фильма сделаны из металла, у Джона было реальное желание увидеть реалистичные отражения и более красивое освещение, чем мы видели в любом из наших предыдущих фильмов. В прошлом мы в основном использовали карты окружающей среды и другие матовые технологии для обмана отражений, но для „Тачек“ мы добавили возможность трассировки лучей в нашу существующую программу Renderman, чтобы поднять планку для Pixar».
Ведущий по рендерингу Джессика Макмаккин рассказала об использовании трассировки лучей в фильме, сказав: «Помимо создания точных отражений, мы использовали трассировку лучей для достижения других эффектов. Мы смогли использовать этот подход для создания точных теней, например, когда есть несколько источников света, и вы хотите получить перо теней по краям. Или окклюзия, которая представляет собой отсутствие окружающего света между двумя поверхностями, как сгиб в рубашке. Четвёртое использование — облучение. Примером этого был бы, если бы у вас был лист красной бумаги и вы прижали его к белой стене, свет был бы окрашен бумагой и бросил бы красное свечение на стену». Супервайзер персонажей Тим Миллирон объяснил, что в фильме используется система блокировки земли, которая надежно удерживала автомобили на дороге, сказав: «Система блокировки земли — одна из вещей, которыми я больше всего горжусь в этом фильме. В прошлом персонажи никогда не знали о своём окружении каким-либо образом. Если вы хотите, чтобы что-то подобное произошло, требовалось проход моделирования. На „Тачках“ эта система встроена в сами модели, и когда вы перемещаете автомобиль, автомобиль прилипает к земле. Это была одна из тех вещей, которые мы делаем в Pixar, где мы знали, что это нужно сделать, но мы понятия не имели, как это сделать».
Технический директор Лиза Форселл объяснила, что для усиления богатства и красоты пустынных ландшафтов, окружающих Радиатор-Спрингс, создатели мультфильма создали отдел, ответственный за матовые картины и небесные квартиры, сказав: «Цифровые матовые картины — способ получить большую визуальную сложность без необходимости строить сложную геометрию и писать сложные шейдеры. Мы потратили много времени на работу над облаками и их различными образованиями. Они, как правило, имеют несколько слоев и движутся относительно друг друга. Облака на самом деле имеют некоторый характер и индивидуальность. Нужно было понять, что так же, как люди видят себя в облаках, автомобили видят различные облака в форме автомобиля. Это тонко, но определённо есть некоторые, которые имеют форму седана. И если вы внимательно посмотрите, вы увидите некоторые, которые выглядят как протекторы шин. Тот факт, что так много внимания уделяется небу, говорит о визуальном уровне фильма. Есть ли сюжет? Не совсем. На экране нет пикселя, который не имеет чрезвычайного уровня тщательного изучения и внимательности. Нет ничего, что было бы просто выброшено».
Компьютеры, использованные при разработке фильма, были в четыре раза быстрее, чем те, которые использовались в «Суперсемейка» и в 1000 раз быстрее, чем те, которые использовались в «История игрушек». Для создания автомобилей аниматоры использовали компьютерные платформы, похожие на те, которые использовались при проектировании реальных автомобилей.

## Восприятие

### Кассовые сборы
За первый уик-энд «Тачки» заработали $ 60,119,509 в 3 985 кинотеатрах США, заняв первое место в прокате. В США фильм удерживался на первом месте в течение двух недель, прежде чем его превзошёл фильм «Клик: с пультом по жизни», а затем «Возвращение Супермена» в следующий уик-энд. Общая сумма кассовых сборов по всему миру составила 462,216,280$, из которых 244,082,982$ в США. Таким образом фильм занял шестое место в списке самых кассовых фильмов 2006 года. Это был второй самый кассовый фильм, выпущенный компанией Walt Disney Pictures, после фильма «Пираты Карибского моря: Сундук мертвеца» и второй самый кассовый анимационный фильм 2006 года в США, уступивший лишь «Ледниковому периоду 2: Глобальное потепление», собравшему $ 655,388,158 в мировом прокате.

## Саундтрек
Саундтрек к мультфильму «Тачки» был выпущен компанией Walt Disney Records 6 июня 2006 года. Девять композиций саундтрека написаны популярными исполнителями, а остальные одиннадцать — партитура Рэнди Ньюмана. В саундтрек вошли две версии классического джазового стандарта Бобби Трупа «Route 66» (популяризированного Нэтом Кингом Коулом): одна в исполнении Чака Берри и новая версия, записанная специально для титров мультфильма в исполнении Джона Мейера. Брэд Пейсли написал две из девяти композиций альбома, одна из которых — «Find Yourself» — использовалась для финальных титров.

## Компьютерная игра
Одноимённая компьютерная игра была выпущена 6 июня 2006 года для Game Boy Advance, Microsoft Windows, Nintendo DS, Nintendo GameCube, PlayStation 2, PlayStation Portable и Xbox. Она также вышла 23 октября 2006 года для Xbox 360 и 16 ноября 2006 года для Wii. Как и мультфильм, игра получила в основном положительные отзывы. GameSpot дал 7,0 из 10 баллов для версий Xbox 360, Wii и PlayStation 2, 7,6 из 10 для версий GameCube и Xbox и 7,4 из 10 для версии PSP. Metacritic дал 65 из 100 для версии Wii, 54 из 100 для версии DS, 73 из 100 для версии Windows, 71 из 100 для версии PlayStation 2, и 70 из 100 для версии PSP.

## Сиквелы
В будущем были выпущены сиквелы к первой части мультфильма, рассказывающие о дальнейшей деятельности главных героев.
Для появления персонажа Дока Хадсона в третьей части франшизы задействованы ранее неиспользованные записи озвучивания персонажа, выполненные актёром Полом Ньюманом при создании первой части.